# Miss Pará
Miss Pará (também conhecido como Miss Universo Pará) é um tradicional concurso de beleza feminino realizado anualmente desde 1955 e que busca eleger a melhor candidata paraense na disputa de Miss Brasil, válido para o Miss Universo. O Estado conquistou apenas um título nacional, em 1982 com Celice Pinto Marques da Silva, que ficou entre as doze semifinalistas do Miss Universo daquele ano, no Peru. O atual gestor local da franquia é o arquiteto e modelo, Lucas Camisão.

## Histórico

### Tabela de classificação
A performance das paraenses no Miss Brasil:
| Posição       | Quantidade |
| ------------- | ---------- |
| Miss Brasil   | 1          |
| 2º. Lugar     |            |
| 3º. Lugar     | 3          |
| 4º. Lugar     | 1          |
| 5º. Lugar     | 1          |
| Finalista     | 1          |
| Semifinalista | 17         |
| Total         | 23         |

### Premiações Especiais
- Miss Simpatia: Sandra Waleska (1970) e Iranilde Ribeiro (1978)

### Coordenações
Já estiveram a frente da competição:
- 2005 a 2020: Herculano Silva (Estilista). [1]

- 2021 a 2021: Dominique Silva (Diretor da Minimal Models Brasil).

- 2022 a 2023: Nathália Lago (Jornalista e Miss Continentes Unidos 2015). [2]

- desde 2024: Lucas Camisão (Modelo).

### Vencedoras
A candidata tornou-se Miss Brasil.
| Ano  | Participação                                            | Vencedoras                                              | Representação                                           | Colocação                                               | Miss Universo                                           | Ref.                                                    |
| ---- | ------------------------------------------------------- | ------------------------------------------------------- | ------------------------------------------------------- | ------------------------------------------------------- | ------------------------------------------------------- | ------------------------------------------------------- |
| 2026 | 69ª                                                     | Maria Carolina Barbosa do Nascimento                    | Cametá                                                  | TDB                                                     |                                                         | [ 3 ]                                                   |
| 2025 | 68ª                                                     | Raquel Moraes Albuquerque                               | Marituba                                                | Semifinalista (Top 14)                                  |                                                         | [ 4 ]                                                   |
| 2024 | 67ª                                                     | Kissia Kévia Freitas de Oliveira                        | Belém                                                   | Semifinalista (Top 13)                                  |                                                         | [ 5 ]                                                   |
| 2023 | 66ª                                                     | Milena Gomes de Jesus                                   | Salvaterra                                              | Finalista (Top 7)                                       |                                                         | [ 6 ]                                                   |
| 2022 | 65ª                                                     | Beatriz Guerche Ornela Arrifano                         | Belém                                                   | Semifinalista (Top 16)                                  |                                                         | [ 7 ]                                                   |
| 2021 | 64ª                                                     | Larissa de Souza Azevêdo                                | Marabá                                                  |                                                         |                                                         | [ 8 ]                                                   |
| 2020 | A Miss Brasil foi indicada, portanto não houve disputa. | A Miss Brasil foi indicada, portanto não houve disputa. | A Miss Brasil foi indicada, portanto não houve disputa. | A Miss Brasil foi indicada, portanto não houve disputa. | A Miss Brasil foi indicada, portanto não houve disputa. | A Miss Brasil foi indicada, portanto não houve disputa. |
| 2019 | 63ª                                                     | Wilma Paulino da Silva                                  | Itaituba                                                |                                                         |                                                         | [ 9 ]                                                   |
| 2018 | 62ª                                                     | Ponnyk Melo Torres                                      | Marabá                                                  |                                                         |                                                         | [ 10 ]                                                  |
| 2017 | 61ª                                                     | Stefany Priscila Reis Figueiredo                        | Moju                                                    |                                                         |                                                         | [ 11 ]                                                  |
| 2016 | 60ª                                                     | Fablina Rafaela Oliveira Paixão                         | Marabá                                                  |                                                         |                                                         | [ 12 ]                                                  |
| 2015 | 59ª                                                     | Carolinne Ribas de Freitas                              | Belém                                                   |                                                         |                                                         | [ 13 ]                                                  |
| 2014 | 58ª                                                     | Larissa Caroline de Oliveira                            | Colares                                                 | Semifinalista (Top 15)                                  |                                                         | [ 14 ]                                                  |
| 2013 | 57ª                                                     | Anne Carolline Vieira Rodrigues                         | Castanhal                                               | Semifinalista (Top 15)                                  |                                                         | [ 15 ]                                                  |
| 2012 | 56ª                                                     | Layse Borges da Silva Souto                             | Salinópolis                                             |                                                         |                                                         | [ 16 ]                                                  |
| 2011 | 55ª                                                     | Ana Paula Henriques Padilha                             | Castanhal                                               | Semifinalista (Top 15)                                  |                                                         | [ 17 ]                                                  |
| 2010 | 54ª                                                     | Salcy da Encarnação Lima                                | São Caetano de Odivelas                                 | Semifinalista (Top 15)                                  |                                                         | [ 18 ]                                                  |
| 2009 | 53ª                                                     | Rayana de Carvalho Brêda                                | Barcarena                                               | 4º. Lugar                                               |                                                         | [ 19 ]                                                  |
| 2008 | 52ª                                                     | Bruna dos Santos Pontes                                 | Salinópolis                                             | Semifinalista (Top 10)                                  |                                                         | [ 20 ]                                                  |
| 2007 | 51ª                                                     | Naiane Figueiredo Alves                                 | Marituba                                                | Semifinalista (Top 15)                                  |                                                         | [ 21 ]                                                  |
| 2006 | 50ª                                                     | Nahdia Lopes Rocha                                      | Belém                                                   |                                                         |                                                         | [ 22 ]                                                  |
| 2005 | 49ª                                                     | Fernanda Barreto e Silva                                | Ananindeua                                              |                                                         |                                                         | [ 23 ]                                                  |
| 2004 | 48ª                                                     | Karla Braga Albuquerque                                 | Ananindeua                                              |                                                         |                                                         | [ 24 ]                                                  |
| 2003 | 47ª                                                     | Carlessa Macêdo da Rocha                                | Cametá                                                  | 3º. Lugar                                               |                                                         | [ 25 ]                                                  |
| 2002 | 46ª                                                     | Mary Helen Corrêa Braga                                 | Ananindeua                                              |                                                         |                                                         | —                                                       |
| 2001 | 45ª                                                     | Geruzah da Costa Souza                                  | Belém                                                   |                                                         |                                                         | —                                                       |
| 2000 | 44ª                                                     | Waleska Tavares e Silva                                 |                                                         | Semifinalista (Top 11)                                  |                                                         | —                                                       |
| 1999 | 43ª                                                     | Renata Karolyne França                                  |                                                         | Semifinalista (Top 10)                                  |                                                         | —                                                       |
| 1998 | 42ª                                                     | Gleyse Daniele Menezes                                  |                                                         |                                                         |                                                         | —                                                       |
| 1997 | 41ª                                                     | Roberta Soares Pachêco                                  | Tucuruí                                                 |                                                         |                                                         | —                                                       |
| 1996 | 40ª                                                     | Lúcia Maria da S. Oliveira                              |                                                         |                                                         |                                                         | —                                                       |
| 1995 | 38ª                                                     | Graziela Aparecida Costa                                |                                                         |                                                         |                                                         | —                                                       |
| 1994 | 37ª                                                     | Tatiana Raquel Selbmann                                 | Belém                                                   | Semifinalista (Top 12)                                  |                                                         | —                                                       |
| 1993 | A Miss Brasil foi indicada, portanto não houve disputa. | A Miss Brasil foi indicada, portanto não houve disputa. | A Miss Brasil foi indicada, portanto não houve disputa. | A Miss Brasil foi indicada, portanto não houve disputa. | A Miss Brasil foi indicada, portanto não houve disputa. | —                                                       |
| 1992 | 36ª                                                     | Maria Cecília Monteiro                                  |                                                         |                                                         |                                                         | —                                                       |
| 1991 | O Estado não enviou candidata ao Miss Brasil 1991.      | O Estado não enviou candidata ao Miss Brasil 1991.      | O Estado não enviou candidata ao Miss Brasil 1991.      | O Estado não enviou candidata ao Miss Brasil 1991.      | O Estado não enviou candidata ao Miss Brasil 1991.      | —                                                       |
| 1990 | Não houve disputa nacional de Miss Brasil em 1990.      | Não houve disputa nacional de Miss Brasil em 1990.      | Não houve disputa nacional de Miss Brasil em 1990.      | Não houve disputa nacional de Miss Brasil em 1990.      | Não houve disputa nacional de Miss Brasil em 1990.      | —                                                       |
| 1989 | 35ª                                                     | Giowana Almeida                                         | Curuçá                                                  |                                                         |                                                         | —                                                       |
| 1988 | 34ª                                                     | Kátia Oliveira Velentim                                 | Soure                                                   |                                                         |                                                         | —                                                       |
| 1987 | 33ª                                                     | Teresa Damasceno                                        | Paysandu Sport Club                                     |                                                         |                                                         | —                                                       |
| 1986 | 32ª                                                     | Maristela de Farias                                     | Altamira                                                |                                                         |                                                         | —                                                       |
| 1985 | 31ª                                                     | Rita Maria de Amorim                                    | Clube ASBEP                                             |                                                         |                                                         | —                                                       |
| 1984 | 30ª                                                     | Helen do Socorro Amoedo                                 | Clube dos Lojistas                                      |                                                         |                                                         | —                                                       |
| 1983 | 29ª                                                     | Rosana Matos de Souza                                   | Tuna Luso Brasileira                                    |                                                         |                                                         | —                                                       |
| 1982 | 28ª                                                     | Celice Pinto Marques da Silva                           | Clube Bancrévea                                         | MISS BRASIL 1982                                        | Semifinalista (Top 12)                                  | [ 26 ]                                                  |
| 1981 | 27ª                                                     | Mara Aparecida Fierabracci                              |                                                         |                                                         |                                                         | —                                                       |
| 1980 | 26ª                                                     | Sheila Maria Chady Pinheiro                             |                                                         | Semifinalista (Top 10)                                  |                                                         | —                                                       |
| 1979 | 25ª                                                     | Márcia Mirella Alarcão                                  |                                                         | Semifinalista (Top 12)                                  |                                                         | —                                                       |
| 1978 | 24ª                                                     | Iranilde Costa Ribeiro                                  | Santarém                                                |                                                         |                                                         | —                                                       |
| 1977 | 23ª                                                     | Joana Emília Loureiro                                   | AC "A Grande Família"                                   |                                                         |                                                         | —                                                       |
| 1976 | 22ª                                                     | Áurea Celeste Teixeira                                  | Altamira                                                |                                                         |                                                         | —                                                       |
| 1975 | 21ª                                                     | Gilcélia Alves de Lima                                  |                                                         |                                                         |                                                         | —                                                       |
| 1974 | 20ª                                                     | Delmira Borges Teixeira                                 |                                                         |                                                         |                                                         | —                                                       |
| 1973 | 19ª                                                     | Margarida Monchery                                      | AC "Quem São Eles"                                      | Semifinalista (Top 08)                                  |                                                         | —                                                       |
| 1972 | 18ª                                                     | Erinete Menezes Costa                                   |                                                         |                                                         |                                                         | —                                                       |
| 1971 | 17ª                                                     | Orlandina Ferreira Mendes                               | Neópolis Campestre Club                                 |                                                         |                                                         | —                                                       |
| 1970 | 16ª                                                     | Sandra Waleska Normando                                 |                                                         |                                                         |                                                         | —                                                       |
| 1969 | 15ª                                                     | Leida Ferreira Hesketh                                  | Paysandu Sport Club                                     |                                                         |                                                         | [ 27 ]                                                  |
| 1968 | 14ª                                                     | Clara Marcos Pinto                                      | Paysandu Sport Club                                     |                                                         |                                                         | [ 28 ]                                                  |
| 1967 | 13ª                                                     | Sônia Maria Ohana                                       | Paysandu Sport Club                                     | 3º. Lugar                                               |                                                         | [ 29 ]                                                  |
| 1966 | 12ª                                                     | Maria Tereza Vasconcelos                                |                                                         |                                                         |                                                         | [ 30 ]                                                  |
| 1965 | 11ª                                                     | Vânia Glauciene de Souza                                | Tuna Luso Brasileira                                    |                                                         |                                                         | [ 31 ]                                                  |
| 1964 | 10ª                                                     | Maria Esther Bentes Nunes                               | Paysandu Sport Club                                     |                                                         |                                                         | [ 32 ]                                                  |
| 1963 | 9ª                                                      | Nilda Rodrigues de Medeiros                             | Automóvel Esporte Clube                                 | Semifinalista (Top 08)                                  |                                                         | [ 33 ]                                                  |
| 1962 | 8ª                                                      | Syme Benaion Bohadana                                   | Clube do Remo                                           |                                                         |                                                         | [ 34 ]                                                  |
| 1961 | 7ª                                                      | Filomena Maria Chaves                                   | Automóvel Esporte Clube                                 | Semifinalista (Top 08)                                  |                                                         | [ 35 ]                                                  |
| 1960 | 6ª                                                      | Edna Azevêdo                                            | Clube do Remo                                           |                                                         |                                                         | [ 36 ]                                                  |
| 1959 | 5ª                                                      | Mary Sílvia Azevêdo                                     | Clube da Mocidade                                       |                                                         |                                                         | [ 37 ]                                                  |
| 1958 | 4ª                                                      | Margaret Cleide Huhn                                    | Automóvel Esporte Clube                                 |                                                         |                                                         | [ 38 ]                                                  |
| 1957 | 3ª                                                      | Tereza Catarina Morais                                  | Automóvel Esporte Clube                                 |                                                         |                                                         | [ 39 ]                                                  |
| 1956 | 2ª                                                      | Luzia Aliete Borges                                     | Clube Bancrévea                                         | 5º. Lugar                                               |                                                         | [ 40 ]                                                  |
| 1955 | 1º                                                      | Maria Gilda Rodrigues                                   | Tuna Luso Brasileira                                    | 3º. Lugar                                               |                                                         | [ 41 ]                                                  |

### Observações
1. Não são nascidas no estado do Pará, as misses:
  1. Sandra Waleska (1970) é de Recife, PE;
  2. Margarida Monchery (1973) é de Macapá, AP;
  3. Tatiana Selbmann (1994) é de Rio do Sul, SC.
  4. Rayana Brêda (2009) é de Vitória, ES.